# Infanta Maria Cristina a Spaniei
Infanta Maria Cristina a Spaniei, Contesă de Marone (Doña María Cristina Teresa Alejandra María de Guadalupe María de la Concepción Ildefonsa Victoria Eugenia de Borbón y Battenberg; n. 12 decembrie 1911 - d. 23 decembrie 1996) a fost al patrulea copil al regelui Alfonso al XIII-lea al Spaniei și a reginei Victoria Eugenie de Battenberg și mătușa paternă al fostului rege al Spaniei, Juan Carlos I.
1. ↑  Dictionary of Women Worldwide[*] Verificați valoarea |titlelink= (ajutor)